# DCTN5
Dinactina 5 (p25)  é uma proteína que em humanos é codificada pelo gene DCTN5.
Esse gene codifica uma subunidade da dinactina, um componente do mecanismo citoplasmático da dinamina envolvido no transporte menos direcionado às extremidades. A proteína codificada é um componente do subcomplexo da extremidade pontiaguda e acredita-se que se ligue à carga membranosa. Um pseudogene deste gene está localizado no braço longo do cromossomo 1. Alternativas de transcrição emendadas que codificam múltiplas isoformas foram observadas para esse gene.